# 巴納費爾德 (紐約州)
巴納費爾德（英語：Barneveld）是位於美國紐約州奧奈達縣的普查規定居民點。

## 人口
根據2020年美國人口普查的數據，巴納費爾德的面積為1.10平方千米，皆為陸地。當地共有人口272人，而人口密度為每平方千米247.27人。